# Asilus regius
Asilus regius là một loài ruồi trong họ Asilidae. Asilus regius được Jaennicke miêu tả năm 1867. Loài này phân bố ở miền Australasia.